# Khotont
Le sum de Khotont (mongol : ᠬᠣᠲᠤᠩᠲᠤ
ᠰᠤᠮᠤ, cyrillique : Хотонт сум, MNS : Khotont sum) est situé dans l'aïmag (ligue ou province) d'Arkhangai, au Centre ouest de la Mongolie.